# Вечеря в Емаусі (Караваджо, Лондон)
«Вечеря в Емаусі» — картина італійського барокового майстра Караваджо, виконана в 1601 році, а нині перебуває в Лондоні. Спочатку цю картину замовив та оплатив Сіріако Маттеї, брат кардинала Джироламо Маттеї.

## Опис
Картина зображує момент, коли воскреслий, але інкогніто Ісус, відкривається двом своїм учням (імовірно, що вони Лука та Клеопа) в місті Емаус, але незабаром зникає з їхнього поля зору (Євангеліє від Луки 24: 30–31). Клеопа носить панцир гребінця паломника. Інший апостол носить порваний одяг. Клеопа широко розкинув у різні боки свої руки. Наречений, що стоїть, з гладким чолом і в темряві, здається, не звертає уваги на подію. Картина незвичайна фігурами в натуральну величину, темним і порожнім фоном. На столі розставлена натюрмортна їжа, а кошик із їжею балансує над краєм.

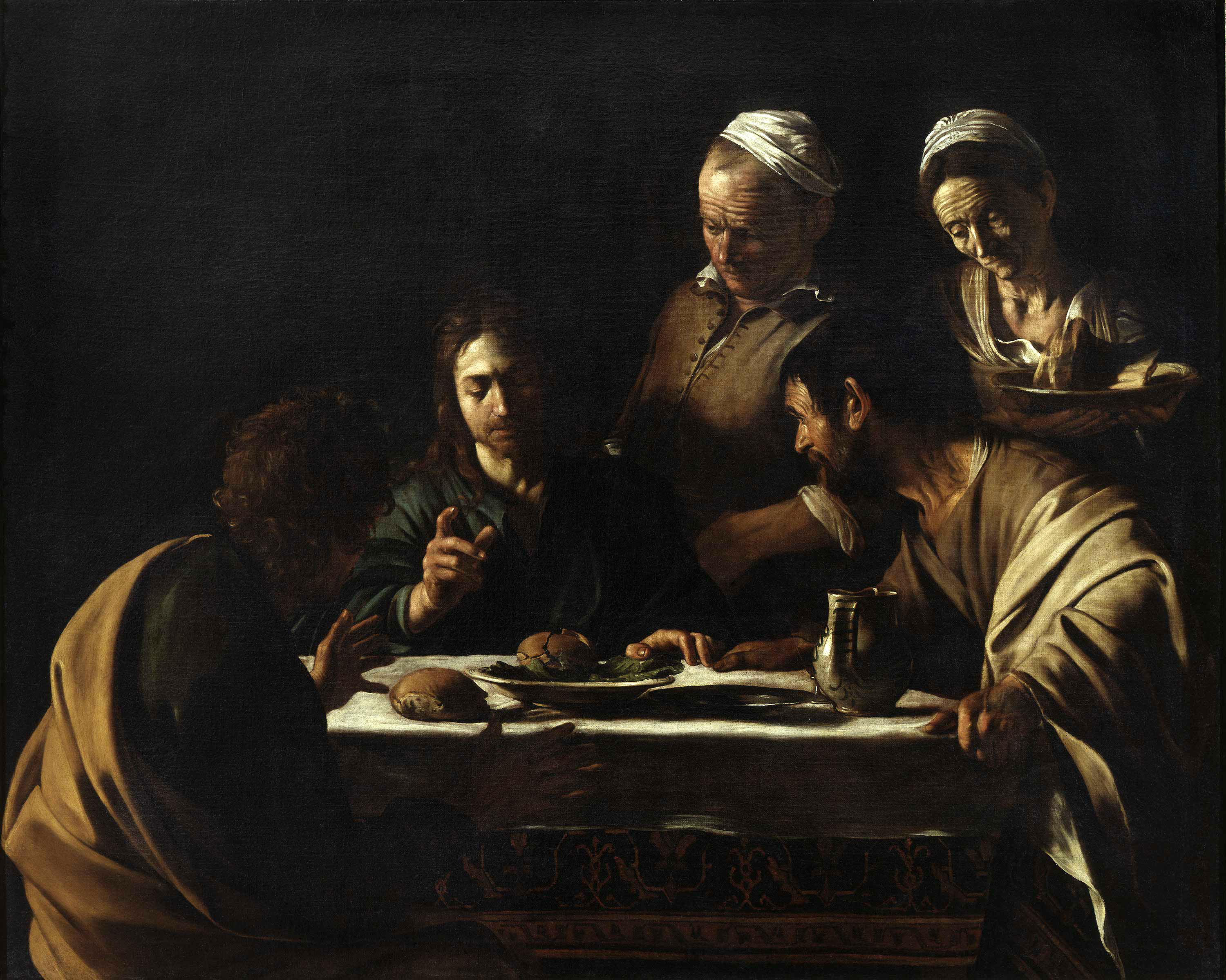
Вечеря в Емаусі (Мілан), 1606 м. Брера, Мілан.

В Євангеліє від Марка (16:12) говориться, що Ісус з'явився їм «в іншому образі», можливо, тому він тут зображений безбородим, на відміну від бородатого Христа у «Покликанні святого Матвія», де група людей сидить за столом, а процес підрахунку грошей переривається вербуючим Христом. Також у картинах Караваджо повторюється тема пошуку піднесеного, що перериває повсякденну рутину. Непіднесене людство підходить для цієї сцени, оскільки Ісус в людській подобі зробив себе невпізнанним для своїх учнів і відразу підтверджує і перевершує свою людяність. Караваджо, здається, припускає, що, можливо, Ісус міг увійти в наші щоденні зустрічі. Темне тло огортає картину.

## Історія
Караваджо написав іншу версію Вечері в Емаусі (нині в Брера, Мілан) у 1606 році. Для порівняння, жести фігур набагато стриманіші, що робить присутність важливішою за виконання. Художня техніка, використана в обох версіях, — це стиль Тромп-лей, який, здається, дозволяє персонажам використовувати свої жести, щоб привернути увагу спостерігачів.
Ця різниця, можливо, відображає обставини життя Караваджо на той момент (він утік із Риму як розбійник після смерті Рануччо Томассоні), або, можливо, усвідомлюючи постійну еволюцію свого мистецтва за п'ять років, коли він усвідомив значення заниження.